# Ditassa schlechteri
Ditassa schlechteri là một loài thực vật có hoa trong họ La bố ma. Loài này được J.F.Macbr. mô tả khoa học đầu tiên năm 1931.